# Algirdas Julius Greimas
Algirdas Julius Greimas o Algirdas Julien Greimas (en ruso: Альгирда́с Жюлье́н Гре́ймас; Tula , Rusia, 9 de marzo de 1917 – París, 27 de febrero de 1992) fue  un lingüista e investigador francés de origen lituano, nacido en la Rusia revolucionaria, que realizó importantes aportes a la teoría de la semiótica, fundando una semiótica estructural inspirada en Ferdinand de Saussure y Louis Hjelmslev. Promovió el «Grupo de Investigación Semiolingüística» (EHESS/CNRS) y la Escuela Semiótica de París. También destacan sus trabajos sobre mitología lituana.

## Biografía
Estudió leyes en Lituania y lingüística en Grenoble, Francia (1936–1939). Al terminar sus estudios regresa a Lituania para realizar su servicio militar. En 1944 volvió a Francia, donde en 1949 la Sorbona le otorgó el grado de doctor.
Brindó conferencias en varias universidades, como las de Ankara, Estambul, Poitiers y Alejandría. Estando en Alejandría conoció a Roland Barthes con quien mantendría una relación cercana. Fue profesor en la Escuela de Estudios de Postgrado de Ciencias Sociales en París. Desde 1965 encabeza las investigaciones en semiótica y lingüística en París, poniendo las bases para la Escuela de Semiótica de París.
Más tarde Greimas comenzó a investigar y reconstruir la mitología lituana basando su trabajo en los métodos de Georges Dumézil, Claude Lévi-Strauss y Marcel Detienne. Sus resultados fueron publicados como De dioses y hombres (Apie Dievus ir žmones) (1979) y En busca de una memoria nacional (Tautos atminties beieškant) (1990).

## Pensamiento semiótico
Greimas propone un método original para la semiótica discursiva que fue desarrollando a lo largo de treinta años. Su punto de partida fue su profunda insatisfacción ante la lingüística estructural de mediados de siglo, que estudiaba solo fonemas (unidades mínimas distintivas de sonido de todos los idiomas) y morfemas (unidades mínimas significativas gramaticales que se producen combinando fonemas). Estas unidades gramaticales podrían generar un número infinito de oraciones y el techo de este método se veía reducido por su mayor unidad de análisis, la oración: un modelo molecular que no permitía investigar unidades mayores y fuera de la frase.
Greimas empezó postulando la existencia de un universo semántico que definió como suma de todos los posibles significados que puedan ser producidos por los sistemas de valores de toda la cultura de una comunidad etnolingüística. A medida que el universo semántico no puede ser concebido en su totalidad, Greimas se vio obligado a introducir las nociones de "microuniverso semántico" y "universo de discurso" actualizada en escritos, textos hablados e iconos. Para volver a enfrentarse con el problema de la significación o la producción de sentido, Greimas tuvo que incorporar un nivel de lengua (el texto) en otro nivel de la lengua (el metalenguaje) y trabajar unas técnicas adecuadas de adaptación. Para ello desarrolló los procedimientos descriptivos de la narratología y el concepto de narratividad en la base misma de su semiótica del discurso y usó el concepto de actante, que proviene de Vladimir Propp a través de Lucien Tesnière.
Su hipótesis de partida es que el significado es sólo aprehensible si es articulado o narrativizado. En segundo lugar, para él las estructuras narrativas pueden percibirse en otros sistemas que no dependen necesariamente de las lenguas naturales. Esto le lleva a postular la existencia de dos niveles de análisis y representación: uno superficial y otro profundo, que forman un tronco común donde se encuentra la narratividad. La semiótica de Greimas, que es generativa y transformacional, pasa por tres fases de desarrollo. Comienza por la elaboración de una semiótica de la acción (Sémiotique de l'acción), donde los sujetos se definen en términos de su búsqueda de objetos, siguiendo un esquema narrativo canónico, que es un marco formal compuesto por tres secuencias sucesivas: un mandato, una acción y la evaluación. A continuación, construye una gramática narrativa y trabaja en una sintaxis de programas narrativos en la que los sujetos se unen con, o se separan de, los objetos de valor.
En la segunda fase se elabora una semiótica cognitiva (Sémiotique cognitiva), donde a fin de realizarse los sujetos deben ser competentes para hacerlo. Las competencias de los sujetos se organizan por medio de una gramática modal que da cuenta de su existencia y funcionamiento. Esta semiótica modal abre el camino a la fase final, semiótica de las pasiones, que estudia cómo las pasiones modifican la actuación y el rendimiento cognitivo de los sujetos (Sémiotique de pasiones) y cómo las creencias y conocimientos modifican la competencia y el desempeño de esos mismos temas.

## Obra
- 1966 • Sémantique structurale: recherche et méthode, Paris: Larousse.
- 1968 • Dictionnaire de l'ancien français jusqu'au milieu du XIV.e siècle, Paris: Larousse.
- 1970 • Du sens, essais sémiotiques, Paris: Éditions du Seuil.
- 1976 • Sémiotique et sciences sociales, Paris: Éditions du Seuil.
- 1976 • «Préface», en Joseph Courtés, Introduction a la semiotique narrative et discursive. Methodologie et application, París: Hachette, 1976, pp. 5–26.
- 1976 • «Les acquis et les projets. Préface», en Joseph Courtés, Introduction a la sémiotique narrative et discursive. Méthodologie et application, París: Hachette, 1976, pp. 5–25. Contiene crítica y valoración del modelo de Propp; conceptos de: esquema narrativo, programa narrativo, performancia y competencia del sujeto, estructuras actanciales.
- 1976 • Maupassant: la sémiotique du texte, exercices pratiques, Paris: Éditions du Seuil, traducido como Maupassant, la semiótica del texto, edición en español: Ediciones Paidós, 1983. Análisis de un cuento de Maupassant, «Dos amigos».
- 1979 • Con Joseph Courtés, Sémiotique. Dictionnaire raisonné de la théorie du langage, edición en español: Semiótica. Diccionario razonado de la teoría del lenguaje, Madrid: Gredos, 1982.
- 1983 • «Introducción», en Du sens II, edición en español: Del sentido II, Madrid: Gredos, 1989, pp. 7–21.
- 1985 • Des dieux et des hommes: études de mythologie lithuanienne, PUF.
- 1980 • «El contrato de veridicción», edición en español en Del sentido II. Ensayos semióticos, Gredos, 1983, pp. 119–131.
- 1987 • De l’imperfection, Périgueux, P. Fanlac éd. (ensayos de interpretación de literatura).
- 1991 • Sémiotique des passions: des états de choses aux états d'âme (avec Jacques Fontanille), Éditions du Seuil; traducido como Semiótica de las pasiones, 1994.
- 1992 • Con Teresa Mary Keane, Dictionnaire du moyen français, Paris: Larousse.